# (33202) Davignon
1998 FY54 (asteroide 33202) é um asteroide da cintura principal. Possui uma excentricidade de 0,01904880 e uma inclinação de 0,73381º.
Este asteroide foi descoberto no dia 20 de março de 1998 por LINEAR em Socorro.